# Isaac Albéniz
Isaac Manuel Francisco Albéniz, španski skladatelj in pianist, * 29. maj 1860, † 18. maj 1909.
Albeniz je komponiral opere, klavirske skladbe, samospeve, itd. Njegova glasba sloni na španski folklori.
Njegovo najbolj znano klavirsko delo je Iberia. Zelo znana je tudi njegova Suite Española, še posebej 5. stavek imenovan Leyenda.